# گروه‌های گل لاله
از لحاظ گیاه‌شناسی لاله به دو گروه بزرگ لاله‌های پرورشی و لاله‌های خودرو تقسیم می‌شود. لاله‌های پرورشی دارای گل‌های بزرگ، جام گل بزرگتر و تنوع رنگی بیشتری نسبت به گل‌های خودرو هستند. لاله‌ها به‌طورکلی در چهار طبقهٔ کلیِ زود گل‌دهنده، میان‌رس، دیر گل‌دهنده و گونه‌ها قرار می‌گیرند. تقسیم‌بندی گل‌های لاله از سال ۱۹۸۱ و توسط انجمن سلطنتی پیاز لاله هلند آغاز شد و لاله‌ها بر اساس شکل و زمان باز شدن گل، به ۱۵ گروه تقسیم شدند. برخی از این جوره‌های ایجاد شده به نام شخصیت‌های حقیقی یا داستانی نامگذاری شده‌اند، به عنوان مثال در سال ۲۰۰۵ میلادی یک نوع لاله به نام آیشواریا رای (هنرپیشهٔ هندی) نامگذاری شد  از دیگر نام‌های جوره‌های لاله که از شخصیت‌های واقعی یا داستان برگرفته شده‌اند، می‌توان از جوره‌های سوفیا لورن، کِنِدی (رئیس‌جمهور آمریکا)، ملکه جولیانا (ملکهٔ هلند) و لایون کینگ (شخصیت کارتونی) نام برد.

## شرح گروه‌ها
| تصویر | گروه                                           | نام به فارسی                                                           | توضیحات |
| ----- | ---------------------------------------------- | ---------------------------------------------------------------------- | --- |
|       | گروه ۱ Single early علامت اختصاری (S.E)        | زودرس تَک‌پر                                                             | به بلندی ۴۰-۲۲ سانتیمتر، ۶ گلبرگ دارد. گل‌ها نسبتاً کوچک که کاملاً باز می‌شوند. در اوایل فصل بهار شکوفا می‌شوند. دارای ساقه‌هایی قوی هستند و در باد و باران بر روی پای خود می‌ایستند نوع نمونه کریسمس دریم (Christmas Dream) |
|       | گروه ۲ Double early علامت اختصاری (D.E)        | زودرس پُرپَر                                                             | به بلندی ۴۰-۲۲ سانتیمتر و گاهی چیندار است. و از نظر ظاهری پُرپَر و به گل صدتومانی شباهت دارد. تنوع رنگ آن گسترده نیست. در روزهای آفتابی و به‌طور کامل باز، عرض گل به ۱۰ سانتیمتر می‌رسد. ساقه نسبتا کوتاه اما بسیار قوی و محکم است، و شکوفه بسیار طولانی مدت است. برای گلدان بسیار مناسب است. نوع نمونه مونت کارلو (Monte Carlo )                                                                |
| [ ۶ ] | گروه ۳ Triumph علامت اختصاری (T)               | پیروزی                                                                 | از ترکیب انواع زودرس و دیررس به وجود آمده و بزرگترین و مهم‌ترین گروه لاله‌ها به‌شمار می‌آید. دارای ساقه‌های محکم و تنوع رنگی بسیاری است. برای گل شاخه‌ای مناسب هستند. همچنین این گروه مناسب‌ترین نوع برای پرورش در داخل منازل است. نوع نمونه گابریل (Tulipa cv. Gabriella) |
|       | گروه ۴ Darwin hybrid علامت اختصاری (D.H)       | دورگهٔ داروین                                                           | به بلندی ۶۰-۵۰ سانتیمتر، ویژگی آن گل‌های بسیار بزرگ آن است. هنگامی‌که گل به‌طور کامل باز می‌شود قطر آن حتی به ۱۵ سانتیمتر هم می‌رسد. به عنوان گل‌های شاخه‌ای نوع بسیار مناسبی است. نوع نمونه اپلدورن الیت (Apeldoorn Elite ) |
|       | گروه ۵ Single late علامت اختصاری (S.L)         | دیررس تَک‌پر                                                             | ۷۵–۴۶ سانتیمتر بلندی دارد. دارای متنوع‌ترین رنگ گل در میان گروه‌های لاله هستند همچنین از نظر بلندی در مقام نخست جای دارند. نوع نمونه ملکهٔ شب (Queen of night ) |
|       | گروه ۶ Lily-flowered علامت اختصاری (L)         | گل‌سوسنی                                                                | به بلندی ۶۰-۵۰ سانتیمتر، ویژگی آن داشتن گل‌ها بلند با گلبرگ‌های نوکدار برگشته و شکل غنچه مانند آن است. همچنین از نظر بلندی در مقام نخست جای دارند. نوع نمونه صورتی چینی (China Pink ) |
|       | گروه ۷ (Fringed (Crispa علامت اختصاری (Fr)     | حاشیه‌دار                                                               | ویژگی این لاله در بریدگی‌های کوچک حاشیهٔ گلبرگ آن است. نوع نمونه حاشیه ظریف (Fringed Elegance) |
|       | گروه ۸ Viridiflora علامت اختصاری (V)           | سبز بهاری                                                              | تمام لاله‌های این گروه دارای رگه‌هایی از رنگ سبز بر جایی بر روی هر گلبرگ هستند. این تضاد به‌طور چشمگیری با رنگ گل اصلی؛ سفید، صورتی، طلا، و غیره به چشم می‌خورد. علاوه بر رگهٔ سبز، لاله‌های این گروه بخاطر عمر طولانی شکوفایی گل‌هایشان شناخته می‌شوند. نوع نمونه سبز موج‌دار (Green Wave ) |
|       | گروه ۹ Rembrandt علامت اختصاری (R)             | رامبراند                                                               | نام خود را از نقاش معروف هلندی رامبراند گرفته‌است. گل‌های این گروه دارای رنگ‌های راه‌راه یا رگه‌دار هستند. ساقهٔ آن در برابر باد و باران چندان مقاوم نیست. نوع نمونه احمق‌های یخ (Ice Follies) |
|       | گروه ۱۰ Parrot علامت اختصاری (P)               | طوطی                                                                   | پُر گلبرگ، فردار و پیچ خورده هستند. زمان گلدهی برخی اواسط و برخی اواخر بهار است. از نظر جلوهٔ ظاهری بسیار با شکوه و پر زرق و برق هستند. نوع نمونه روکوکو (Rococo) |
|       | گروه ۱۱ Double late علامت اختصاری (D.L)        | دیرس پُرپَر                                                              | عرض گل‌‌های آن بسیار بزرگ و پس از باز شدن کامل ممکن است به ۱۰ سانتیمتر نیز برسد. گل دهی بسیار دیر و در اوایل تابستان و مدت شکوفایی دراز مدت است. نوع نمونه الماس آبی (Blue Diamond) |
|       | گروه ۱۲ Kaufmanniana علامت اختصاری (K)         | لالهٔ نیلوفر آبی                                                        | این نوع لاله به‌طور کلی بسیار کوتاه قد است و برخی از آن‌ها تنها ۱۲ سانتیمتر طول دارد، برای باغ سنگ و گلدان مناسب است و به‌طور طبیعی پس از سال و به تدریج چند برابر می‌شود. گل آن در روزهای آفتابی تقریباً به‌طور کامل باز شده و به شکل صاف به نظر می‌آید. در این حالت شبیه به یک نیلوفر آبی به نظر می‌آید. برخی از انواع آن رنگ داخل به طور چشمگیری متفاوت از بیرون است. نوع نمونه کنسرت (Concerto ) |
|       | گروه ۱۳ (Fosteriana (Emperor علامت اختصاری (F) | امپراتور                                                               | ویژگی آن سادگی طرح و رنگ آن است. ارتفاع آن بین ۲۵–۲۰ سانتیمتر است. لاله‌های خودروی اصلی چندساله هستند و در آسیای مرکزی یافت می‌شوند. ساقه قوی آن‌ها به ایستاندن در برابر بادهای قوی کمک می‌کنند. به عنوان لاله امپراتور نیز شناخته می‌شود و نام بسیاری از ارقام همراه با واژهٔ امپراتور است. نوع نمونه پوریس‌سیما (Purissima)                                                                       |
|       | گروه ۱۴ Greigii علامت اختصاری (G)              | شنل‌قرمزی                                                               | نسبتاً کوتاه است، اما تعداد گل هر گیاه زیاد است. برای باغ سنگی و گلدان مناسب است. برگ‌های آن دارای طرحی راه‌راه و یا نقطه‌دار ارغوانی یا قهوه‌ای است. نوع نمونه راحت الحلقوم (Turkish Delight ) |
|       | گروه ۱۵ (‌Species (Botanical                    | باقیماندهٔ انواع و (گونه‌ها)                                             | شامل تمام گونه‌های خودروی لاله‌ و دورگه‌هایی که در گروه‌های بالا تقسیم‌بندی نشده‌اند. نوع نمونه لالهٔ ارومیه (Tulipa urumiensis) |
|       | گروه ۱۶ Multiflowering                         | یک گروه غیررسمی است. با این ویژگی که هر ساقه دارای شکوفه‌های متعدد است. | |